# Phare du cap Santiago (Taïwan)
Le phare du cap Santiago (chinois traditionnel: 三貂角燈塔; pinyin: Sāndiāojiǎo dēngtǎ) est un phare situé au cap Santiago, dans le district de Gongliao, dans le Nouveau Taipei, à Taïwan. 

## Histoire
Le phare a été construit en 1935 pour aider à la navigation des navires.

## Architecture
Le phare s'élève jusqu'à 16,5 mètres de hauteur.  

## Transport
Le phare est accessible en bus depuis la gare centrale de Taipei.

## Galerie

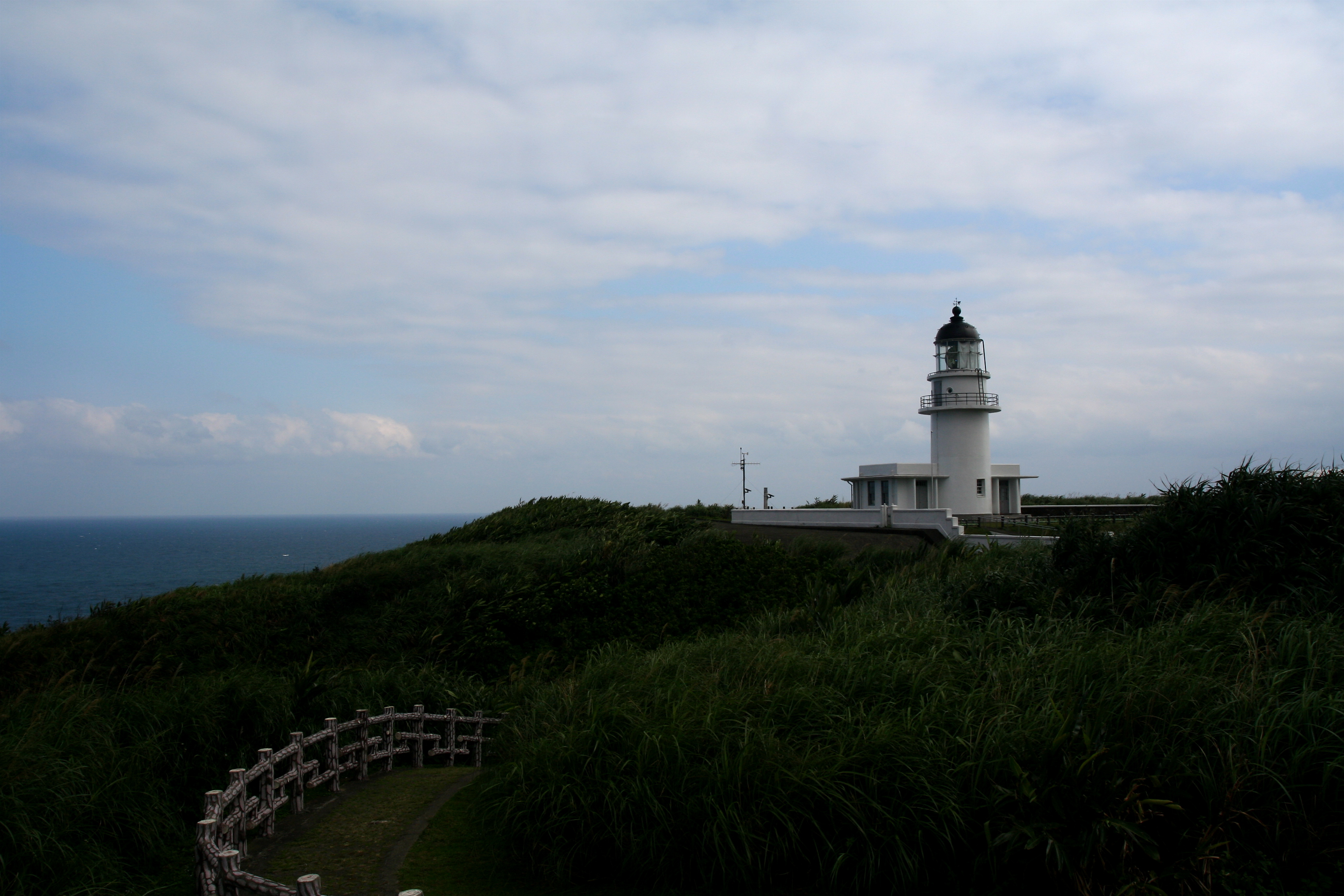
Le phare du cap Santiago